# Равдоникас, Владислав Иосифович
Владисла́в Ио́сифович Равдоникас (27 ноября (9 декабря) 1894, Тихвин, Новгородская губерния — 28 ноября 1976, Ленинград) — советский археолог, член-корреспондент АН СССР (1946).

## Биография
С четырёх лет круглый сирота. В середине 1910-х годов увлёкся археологией, вёл раскопки курганов на территории Тихвинского уезда Новгородской губернии в верховьях реки Сясь.
В 1915 году поступил на экономическое отделение Петроградского политехнического института. Призван в армию. В 1916—1917 годах учился в Михайловском артиллерийском училище, участник Первой мировой войны. С энтузиазмом встретил Октябрьскую революцию, избирался делегатом IX Всероссийского Съезда Советов. Командир артдивизиона Красной Армии (Карело-Финский фронт, фронт против Юденича). В Тихвине заведовал Педагогическим техникумом, инициировал музейный статус монастыря, редактировал уездную газету.
В 1922 году не выполнил приказ Губернского комитета РКП (б) переехать в Череповец на партийную работу в газете, так как видел себя в научной работе и преподавании, вышел из партии по заявлению о выходе и постановлению Тихвинского уездного комитета РКП (б), о чём написал письмо-обоснование в ЦК РКП (б).
В период с 1918 по 1923 год с перерывами учился на историко-филологическом факультете Петроградского университета.
В 1927 году переехал в Ленинград, работал сотрудником Государственной академии истории материальной культуры. С 1928 года — сотрудник Института истории материальной культуры.
С 1929 года преподавал в ЛГУ, профессор. В 1934 — доктор исторических наук.
В 1935 году исследовал петроглифы Онежского озера, в 1936 году — Беломорские петроглифы.
В 1936—1938 годах исследовал Оленеостровский могильник в Карелии. На площади 2350 м² было вскрыто 177 погребений, найдено 7132 предмета эпохи мезолита.
Позднее вёл раскопки средневековых курганов Приладожья в Старой Ладоге.
В 1936—1948 годы занимал должность заведующего кафедрой (отделением) археологии в ЛГУ. Один из создателей теоретических марксистских основ советской археологии в 1930—1940-х годах.
В 1944—1945 и 1946—1949 годы заведовал Ленинградским отделением Института истории материальной культуры.
В 1946 году избран действительным членом Норвежской Академии наук.
Автор трудов по истории северо-запада России в древности и в средние века (расселение прибалтийско-финских племён, становление государственности в регионе), теоретическим проблемам первобытного общества.
С конца 1940-х годов отошёл от научной деятельности.
Похоронен на Комаровском кладбище.

## Награды
- орден Трудового Красного Знамени (10.06.1945)

## Основные труды
- Доисторическое прошлое Тихвинского края. Тихвин, 1924;
- Тихвинский уезд в годы революции. Тихвин, 1925;
- Die Grabsitten in den »finnischen» Kurganen im südöstlichen Ladogagebiet (нем.) // Eurasia Septentrionalis Antiqua. — Helsinki, 1929. — Nid. IV. — S. 214—228.
- За марксистскую историю материальной культуры // Известия ГАИМК. Т. VII. Вып. 3-4. Л., 1930;
- Die Normannen der Wikingerzeit und das Ladogagebiet (нем.). Stokholm, 1930;
- Раскопки в Приладожье в 1930 г. и некоторые выводы из них // Сообщения ГАИМК. 1931. № 3;
- Ижорский могильник в г. Красногвардейске (б. Гатчина) // Сообщения ГАИМК. 1931. № 11/12;
- Пещерные города Крыма и готская проблема в связи со стадиальным развитием северного Причерноморья // Готский сборник. — Л., 1932. — С. 5—106. — (Известия ГАИМК. — Т. XII, вып. 1—8).
- Памятники эпохи возникновения феодализма в Карелии и юго-восточном Приладожье // Известия ГАИМК. Вып. 94. М.—Л.: Гос. соц.-экон. изд-во, 1934;
- К изучению наскальных изображений Онежского озера и Белого моря // СА. Вып. 1. 1936;
- История первобытного общества. Ч. I. Л, 1939;
- Вновь открытые наскальные изображения на побережье Белого моря // БКИЧП. № 6-7. 1940;
- Археологические исследования на р. Свири в 1934 г. // СА. Вып. 5. 1940;
- Старая Ладога // КСИИМК. Вып. 11. 1945;
- История первобытного общества. Ч. II. Л., 1947;
- Старая Ладога (из итогов археологических исследований 1938–1947 гг.) // СА. Вып. 11. 1949;
- Старая Ладога (из итогов археологических исследований 1938–1947 гг.). Часть II // СА. Вып. 12. 1950;
- Равдоникас В. И., Лаушкин К. Д. Об открытии в Старой Ладоге рунической надписи на дереве в 1950 году // Скандинавский сборник IV. – Таллин, 1959.